# Фёдоровская улица (Санкт-Петербург)
Фёдоровская улица — улица в Красногвардейском районе Санкт-Петербурга. Выходит из тупика и идёт до реки Лубьи.

## История
Название известно с конца XIX века.

## Транспорт
Ближайшая к Фёдоровской улице станция метро — «Ладожская» 4-й (Правобережной) линии.

## Пересечения
- Андреевская улица